# اچ‌ام‌اس اکستر (۱۷۶۳)
اچ‌ام‌اس اکستر (۱۷۶۳) (به انگلیسی: HMS Exeter (1763)) یک کشتی بود که طول آن ۱۵۸ فوت ۹ اینچ (۴۸٫۳۹ متر) بود. این کشتی در سال ۱۷۶۳ ساخته شد.